# Surab Awalischwili
Surab Awalischwili (georgisch ზურაბ ავალიშვილი; russisch Surab Awalow; * 1876 in Tiflis; † 21. Mai 1944 in Schwarzenfeld) war ein georgischer Historiker, Jurist und Politiker. Von 1918 bis 1921 war er stellvertretender Außenminister Georgiens.

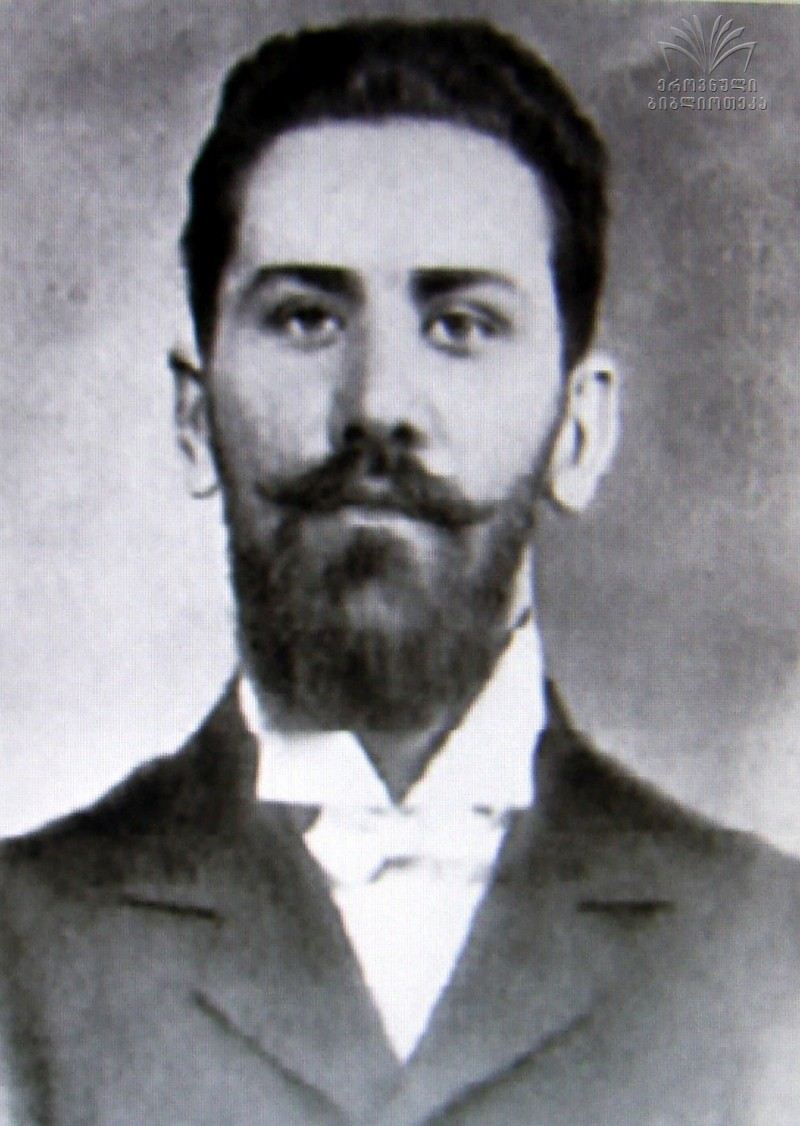
Surab Awalischwili

## Leben
Er wurde als Sohn des Fürsten Dawit Awalischwili geboren. 1900 schloss er ein Geschichtsstudium an der Universität Sankt Petersburg ab, machte von 1900 bis 1903 ein Aufbaustudium an der rechtswissenschaftlichen Fakultät der Pariser Sorbonne. 1904 wurde er außerordentlicher Professor an der Universität Sankt Petersburg. 1907 wechselte er als Professor an die Technische Universität in derselben Stadt, wo er Dekan der Fakultät für Verwaltungsrecht wurde.
Während der Februarrevolution 1917 wurde er Mitglied des russischen Senats. Nach der Unabhängigkeit Georgiens 1918 wurde er stellvertretender Außenminister der Demokratischen Republik Georgien. Er war der stellvertretende Chef der georgischen Delegation auf der Pariser Friedenskonferenz 1919, die den Vertrag von Versailles aushandelte. Er war Mitbegründer der Staatlichen Universität Tiflis und einer ihrer ersten Professoren.
Am 25. Februar 1921 wurden Awalischwili und die georgische Regierung von der Roten Armee aus Tiflis vertrieben. Er residierte zunächst in Kutaissi, dann in Batumi. Am 17. März 1921 verließ er Georgien und ging nach Deutschland ins Exil. Dort arbeitete er als Professor an der Ludwig-Maximilians-Universität München. Er wurde Mitbegründer der Georgischen Vereinigung in Deutschland und schrieb für die Fachzeitschriften Georgica (London) und Byzantion (Brüssel).
Awalischwilis wissenschaftliche Arbeit konzentrierte sich auf die Geschichte Georgiens und des Kaukasus, auf georgische Literatur, internationales Recht und internationale Beziehungen. Er verfasste eine grundlegende historische Darstellung zur Angliederung Georgiens an Russland 1801, veröffentlichte eine bis heute immer wieder aufgelegte Monographie zur Rolle der ersten Republik Georgiens in den internationalen Beziehungen. Zudem schrieb er über Kultur und galt als Kenner des georgischen Dichters Schota Rustaweli.
Nach seinem Tode wurde er zunächst in Deutschland begraben. 1994 wurde sein Leichnam nach Georgien übergeführt, wo er auf dem Didube-Pantheon in Tiflis beigesetzt wurde.

## Schriften
- Decentralizacja i samoupravlenie vo Francii: departamentskija sobranija ot reformy Bonaparta do našich dnej. Stasjulevič, S.-Peterburg 1905
- Prisoedinenie Gruzii k Rossii. Montvid, S.-Peterburg 1906
- The independence of Georgia in international politics 1918-1921. Headley, London 1940
- Geschichte Georgiens, München 1944